# Lijst van voetbalinterlands Hongkong - India
Deze lijst van voetbalinterlands is een overzicht van alle officiële voetbalwedstrijden tussen de nationale teams van Hongkong en India. De landen speelden tot op heden zeventien keer tegen elkaar. De eerste ontmoeting, een kwartfinale tijdens de Aziatische Spelen 1958, werd gespeeld in Tokio (Japan) op 30 mei 1958. Het laatste duel, een kwalificatiewedstrijd voor de Azië Cup 2027, vond plaats op 10 juni 2025 in Hongkong.

## Wedstrijden
| №  | Plaats       | Datum            | Competitie                 | Wedstrijd        | Uitslag |
| -- | ------------ | ---------------- | -------------------------- | ---------------- | ------- |
| 1  | Tokio        | 30 mei 1958      | Aziatische Spelen 1958     | India – Hongkong | 5 – 2   |
| 2  | Kuala Lumpur | 3 september 1959 | Vriendschappelijk          | India – Hongkong | 2 – 0   |
| 3  | Tel Aviv     | 2 juni 1964      | Azië Cup 1964              | India – Hongkong | 3 – 1   |
| 4  | Kuala Lumpur | 19 augustus 1965 | Vriendschappelijk          | India – Hongkong | 2 – 2   |
| 5  | Kuala Lumpur | 14 augustus 1966 | Vriendschappelijk          | India – Hongkong | 2 – 0   |
| 6  | Kuala Lumpur | 16 augustus 1967 | Vriendschappelijk          | India – Hongkong | 4 – 0   |
| 7  | Kuala Lumpur | 14 augustus 1968 | Vriendschappelijk          | India – Hongkong | 1 – 1   |
| 8  | Kuala Lumpur | 15 augustus 1970 | Vriendschappelijk          | India – Hongkong | 3 – 2   |
| 9  | Kuala Lumpur | 17 augustus 1971 | Vriendschappelijk          | India – Hongkong | 1 – 2   |
| 10 | Kuala Lumpur | 27 juli 1974     | Vriendschappelijk          | India – Hongkong | 2 – 2   |
| 11 | Beiroet      | 11 mei 1993      | WK 1994 kwalificatie       | India – Hongkong | 1 – 2   |
| 12 | Seoel        | 13 juni 1993     | WK 1994 kwalificatie       | Hongkong – India | 1 – 3   |
| 13 | Hongkong     | 18 februari 2006 | Vriendschappelijk          | Hongkong – India | 2 – 2   |
| 14 | Hongkong     | 14 januari 2009  | Vriendschappelijk          | Hongkong – India | 2 – 1   |
| 15 | Pune         | 4 oktober 2010   | Vriendschappelijk          | India – Hongkong | 0 – 1   |
| 16 | Calcutta     | 14 juni 2022     | Azië Cup 2023 kwalificatie | India − Hongkong | 4 − 0   |
| 17 | Hongkong     | 10 juni 2025     | Azië Cup 2027 kwalificatie | Hongkong − India | 1 − 0   |

## Samenvatting
| Competitie            | Totaal gespeeld | Winst Hongkong | Gelijk | Winst India | Doelsaldo Hongkong – India |
| --------------------- | --------------- | -------------- | ------ | ----------- | -------------------------- |
| WK-kwalificatie       | 2               | 1              | 0      | 1           | 3 − 4                      |
| Azië Cup              | 1               | 0              | 0      | 1           | 1 − 3                      |
| Azië Cup-kwalificatie | 2               | 1              | 0      | 1           | 1 − 4                      |
| Aziatische Spelen     | 1               | 0              | 0      | 1           | 2 − 5                      |
| Vriendschappelijk     | 11              | 3              | 4      | 4           | 14 − 20                    |
| Totaal                | 17              | 5              | 4      | 8           | 21 − 36                    |

HKFA · 
Lijst van A-internationals · 
Hongkongs vrouwenelftal
1960 – 1969 ·
1970 – 1979 ·
1980 – 1989 ·
1990 – 1999 ·
2000 – 2009 ·
2010 – 2019 ·
2020 − 2029
Afghanistan ·
Argentinië ·
Australië ·
Bahrein ·
Bangladesh ·
Bhutan ·
Brazilië ·
Brunei ·
Cambodja ·
Canada ·
China ·
Colombia ·
Denemarken ·
Estland ·
Fiji ·
Filipijnen ·
Guam ·
India ·
Indonesië ·
Irak ·
Iran ·
Israël ·
Japan ·
Jemen ·
Joegoslavië ·
Jordanië ·
Koeweit ·
Kroatië ·
Laos ·
Libanon ·
Liechtenstein ·
Macau ·
Malediven ·
Maleisië ·
Marokko ·
Mauritius ·
Mongolië ·
Myanmar ·
Nepal ·
Noord-Korea ·
Noorwegen ·
Oezbekistan ·
Oman ·
Oost-Timor ·
Palestina ·
Paraguay ·
Qatar ·
Salomonseilanden ·
Saoedi-Arabië ·
Singapore ·
Sri Lanka ·
Syrië ·
Tadzjikistan ·
Taiwan ·
Thailand ·
Turkmenistan ·
Verenigde Arabische Emiraten ·
Vietnam ·
Zuid-Korea ·
Zuid-Vietnam ·
Zwitserland
AIFF · A-Internationals · Bondscoaches · Statistieken · Olympisch elftal · Indiaas vrouwenelftal · India U21 · India U20 · India U19 · India U18 · India U17
1930 – 1949 · 
1950 – 1959 · 
1960 – 1969 · 
1970 – 1979 · 
1980 – 1989 · 
1990 – 1999 · 
2000 – 2009 · 
2010 – 2019 ·
2020 − 2029
Afghanistan ·
Argentinië ·
Australië ·
Azerbeidzjan · 
Bahrein ·
Bangladesh ·
Bhutan ·
Brunei ·
Cambodja ·
China ·
Curaçao ·
Fiji ·
Filipijnen ·
Finland ·
Ghana ·
Guam ·
Guyana ·
Hongarije ·
Hongkong ·
IJsland ·
Indonesië ·
Irak ·
Iran ·
Israël ·
Jamaica ·
Japan ·
Jemen ·
Jordanië ·
Kameroen ·
Kenia ·
Kirgizië ·
Koeweit ·
Laos ·
Libanon ·
Macau ·
Malediven ·
Maleisië ·
Marokko ·
Mauritius ·
Mongolië ·
Myanmar ·
Namibië ·
Nepal ·
Nieuw-Zeeland ·
Noord-Korea ·
Oezbekistan ·
Oman ·
Pakistan ·
Palestina ·
Peru ·
Polen ·
Puerto Rico ·
Qatar ·
Saint Kitts en Nevis ·
Saoedi-Arabië ·
Singapore ·
Sovjet-Unie ·
Sri Lanka ·
Suriname ·
Syrië ·
Tadzjikistan ·
Taiwan ·
Thailand ·
Trinidad en Tobago ·
Turkmenistan ·
Uruguay ·
Vanuatu ·
Verenigde Arabische Emiraten ·
Vietnam ·
Wit-Rusland ·
Zambia ·
Zuid-Korea ·
Zuid-Vietnam